# Oulophyllia crispa
San hô não (Oulophyllia crispa) là một loài san hô trong họ Faviidae. Loài này được Lamarck mô tả khoa học năm 1816.
Loài này có mặt ở ngoài khơi Nha Trang (Việt Nam) và được trưng bày trong Bảo tàng Thiên nhiên Việt Nam tại Hà Nội.